# Филемон Јанг
Филемон Јуњи Јанг (фр. Philémon Yunji Yang; Оку, 14. јун 1947) камерунски је политичар и премијер Камеруна од 2009. године. Пре тога је био помоћник генералног секретара Председништва, у рангу министра (2004–2009). У камерунској влади служио још од 1975. године, а од 1984. године до 2004. године био је камерунски амбасадор у Канади.